# Hans Jürgen Abraham
Hans Jürgen Abraham (* 3. Mai 1909 in Teterow; † 7. Februar 1978 in Hamburg) war ein deutscher Jurist und Professor für Bürgerliches Recht, Verkehrs- und Handelsrecht an der Johann-Wolfgang-Goethe-Universität Frankfurt am Main.

## Karriere
Hans Jürgen Abraham studierte an den Universitäten Tübingen, München und Rostock  Jura. Während seines Studiums wurde er 1928 Mitglied der Tübinger Burschenschaft Derendingia. 1933 wurde er an der Universität Rostock bei Walter Hallstein, Professor für Privat- und Gesellschaftsrecht, promoviert und habilitierte sich 1948 an der Universität Hamburg bei Hans Würdinger und Hans Wüstendörfer.
Er war ab 1955 ordentlicher Professor für Bürgerliches Recht, Verkehrs- und Handelsrecht an der Johann-Wolfgang-Goethe-Universität Frankfurt am Main, nachdem er seit 1953 an der Universität Hamburg gelehrt hatte. 1974 wurde Abraham emeritiert. Seine Forschungsschwerpunkte waren Handels- und Seerecht, worüber er auch mehrfach publizierte.
Hans Jürgen Abraham wurde auf dem Friedhof Ohlsdorf beigesetzt; die Grabstelle ist mittlerweile aufgelassen worden.

## Schriften (Auswahl)
- Der Lagerschein. C. Heymann, Berlin 1933
- Die Schiffshypothek im deutschen und ausländischen Recht. Kohlhammer, Stuttgart 1950
- Die Haftung des Reeders, vornehmlich auch im Vergleich mit der Regelung für andere Verkehrsmittel. 1958
- Das Recht der Seeversicherung. Bd. 2, 1967
- Das Seerecht. de Gruyter, Berlin, New York 1974